# ترکمن‌سازی
ترکمن‌سازی سیاستی بود که دولت ترکمنستان میان سال‌های ۱۹۹۱ تا ۲۰۰۶ به منظور تحمیل فرهنگ ترکمن به اقلیت‌های ناترکمن پی‌گرفت. افرادی که در برابر این سیاست مقاومت می‌کردند اغلب نفی بلد می‌شدند. 
در این فاصله بر استفاده از پوشش و زبان ترکمنی نظارت می‌شد. مواردی از اخراج زنان ازبکی که با مردان ترکمن ازدواج کرده‌بودند به همراه فرزندانشان گزارش شده‌است.